# Campeonato Paraguayo de Fútbol 1940
La  30 ª edición del Campeonato de fútbol de Paraguay es ganado por el Club Cerro Porteño. Este es el séptimo título de liga del club, el segundo consecutivo. Cerro Porteño gana con 12 puntos de ventaja sobre el Club Sol de América. El Club Guaraní completa el podio. Tras su gira por América, el Club Atlético Corrales vuelve al campeonato.
El máximo goleador de la liga es José Vinsac (Club Cerro Porteño) con 30 goles marcados en 22 partidos.

## Relevo anual de clubes
La segunda división la gana Sport Colombia , pero no hay ascenso ni descenso entre primera y segunda división.

## Clasificación
Solo se conocen unos pocos resultados. La clasificación general está incompleta.

### Clasificación
| Pos. | Equipos                | PJ | PG | PE | PP | GF | GC | Dif. | Pts. |
| ---- | ---------------------- | -- | -- | -- | -- | -- | -- | ---- | ---- |
| 1.   | Cerro Porteño          | 22 | -  | -  | -  | -  | -  | -    | 34   |
| 2.   | Sol de América         | 22 | -  | -  | -  | -  | -  | -    | 22   |
| 3.   | Guaraní                | 22 | -  | -  | -  | -  | -  | -    | 21   |
| 4.   | Club Libertad          | 22 | -  | -  | -  | -  | -  | -    | 19   |
| 5.   | Nacional Asunción      | 22 | -  | -  | -  | -  | -  | -    | 19   |
| 6.   | Sportivo Luqueño       | 22 | -  | -  | -  | -  | -  | -    | 19   |
| 7.   | Club Atlético Corrales | 22 | -  | -  | -  | -  | -  | -    | 19   |
| 8.   | River Plate            | 22 | -  | -  | -  | -  | -  | -    | 17   |
| 9.   | Presidente Hayes       | 22 | -  | -  | -  | -  | -  | -    | 17   |
| 10.  | Olimpia                | 22 | -  | -  | -  | -  | -  | -    | 16   |
| 11.  | Atlántida Sport Club   | 22 | -  | -  | -  | -  | -  | -    | 15   |

Pos=Posición; PJ=Partidos jugados; PG=Partidos ganados; PE=Partidos empatados; PP=Partidos perdidos; GF=Goles a favor; GC=Goles en contra; Dif=Diferencia de gol; Pts=Puntos